# Бирага (Лоди)
Бирага је насеље у Италији у округу Лоди, региону Ломбардија.
Према процени из 2011. у насељу је живело 41 становника. Насеље се налази на надморској висини од 65 м.